# Bertrand II de Lautrec
Pour les articles homonymes, voir Bertrand de Lautrec.
Bertrand II de Lautrec (? -  1284) est vicomte de Lautrec, de 1235 à sa mort. Il est aussi seigneur de Sénégats, de Castelnau de Bonafous, de Labastide-Monfort, de Graulhet (en 1255), de Castanet (en 1287), et de Puybégon.

## Biographie
Bertrand II de Lautrec est membre de la famille de Lautrec, en tant que fils du vicomte Sicard VI de Lautrec. Ce dernier possédait la moitié de la vicomté de Lautrec, qu'il partageait avec son frère Bertrand Ier de Lautrec. À la mort de son père en 1235, Bertrand II hérite d'un seul huitième de la vicomté : en effet, il partage la part de son père avec trois de ses frères, Pierre II, Isarn IV et Amalric Ier. Il est aussi possible qu'il n'obtienne de droits sur la vicomté qu'en 1238, car celle-ci avait été confisquée en 1226 par le roi Louis VIII, et selon les versions elle a été rendue soit la même année, soit seulement en 1238. En 1267, il est désormais possesseur d'un sixième de la vicomté, site à la mort de son frère aîné Pierre II de Lautrec, qui n'a pas d'héritiers.
Il part en croisade en Terre Sainte où il meurt en 1284.

## Mariage et postérité
Bertrand II de Lautrec épouse Adalasie de Najac. De cette union ne nait qu'une fille, Béatrix de Lautrec. Celle-ci se marie à deux reprises, tout d'abord avec le vicomte de Lomagne et d'Auvillar, Bertrand de Goth (de la famille de Goth), puis avec Philippe Ier de Lévis-Mirepoix.